# Woonerf
Un woonerf (in lingua olandese: "area condivisa") è una strada dove pedoni e ciclisti hanno la precedenza e dove, grazie a una serie di accorgimenti, gli automobilisti sono costretti ad adottare comportamenti di guida più prudenti.

## Quadro internazionale
Concepiti originariamente nei Paesi Bassi (furono approvati ufficialmente dal governo nel 1976) dove sono abbastanza diffusi, sono presenti anche in altre nazioni europee (Danimarca, Svezia, Austria, Svizzera, Germania, Francia, Gran Bretagna, Italia), in Nordamerica e in Israele.

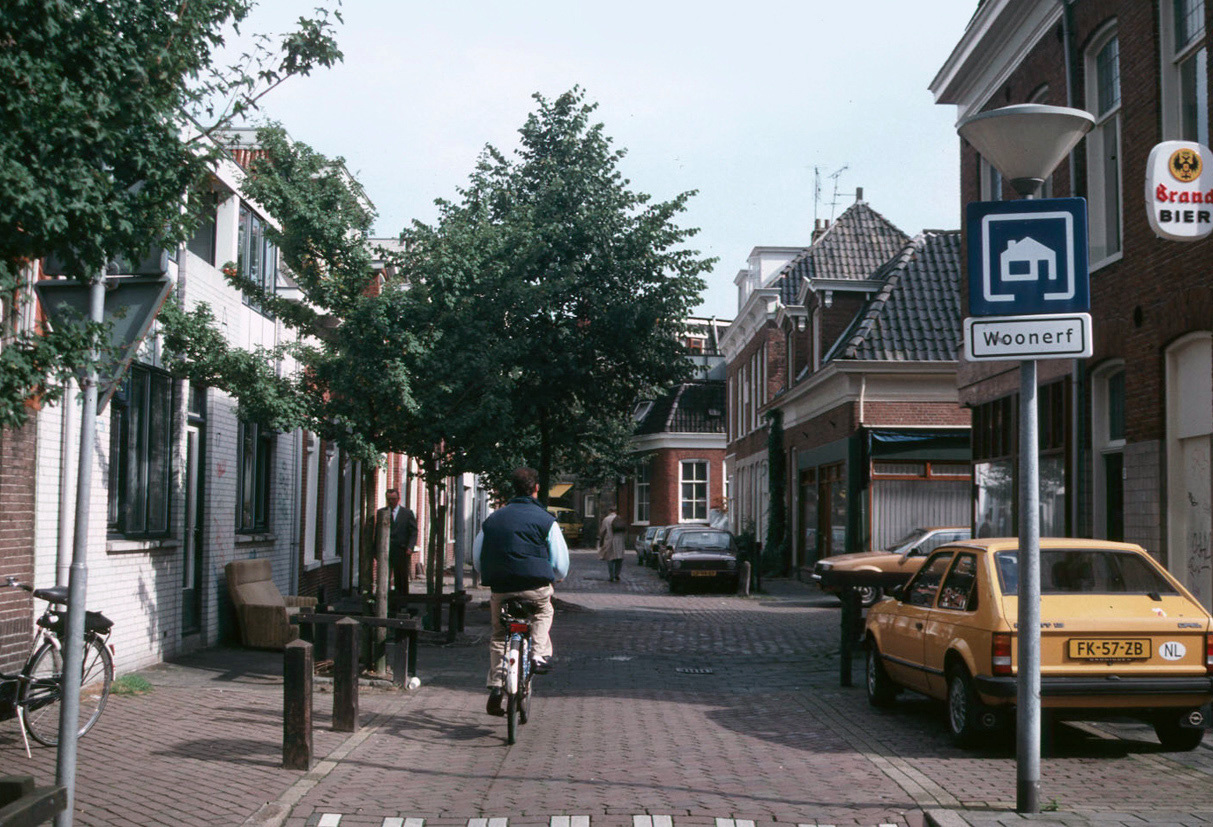
Un woonerf olandese

La terminologia in varie lingue e paesi indica soluzioni costruttive e normative simili ma non sempre esattamente coincidenti, pur usando segnaletica quasi identica. In Svizzera si usa Begegnunzone (zona di incontro), in Germania Verkehrsberuhigter Bereich (area a moderazione del traffico) mentre in Francia si parla di zone de rencontre e nei paesi di lingua inglese di living street.
Sul piano strettamente normativo, con alcune sfumature da paese a paese, uno dei punti essenziali è il rovesciamento della gerarchia fra soggetti della circolazione, senza vietare del tutto l'accesso ai mezzi motorizzati. In pratica i pedoni hanno sempre la precedenza, anche se si muovono sulla sede stradale, i mezzi motorizzati devono sempre dare la precedenza e procedere a passo d'uomo, i bambini possono giocare per strada. La sosta è vietata o consentita solo e soltanto dove segnalata esplicitamente; in molto casi vengono rimossi i marciapiedi, non più necessari per il transito dei pedoni, che hanno a disposizione l'intera sede stradale, che diventa uno spazio indifferenziato.

Segnale stradale analogo a quello italiano di zona residenziale, ma con valore prescrittivo di "rovesciamento della gerarchia"

## Aspetti costruttivi
I woonerf prevedono l'uso di misure di moderazione del traffico, cioè misure fisiche tali da ridurre l'impatto negativo degli autoveicoli, come dossi, attraversamenti rialzati, chicane, rotatorie, isole centrali rialzate. Inoltre, essi sono caratterizzati da ampi marciapiedi e dalla presenza di verde. Queste misure sono accompagnate da limiti di velocità molto rigorosi e da una segnaletica molto evidente.
Negli ultimi anni si è assistito ad un ripensamento dell'idea: si è preferito passare da una concezione del woonerf “punitiva” per gli automobilisti e basata su regole e segnali, ad una tesa alla valorizzazione delle interazioni visive tra automobilisti e non. Ad esempio, nella progettazione successiva è previsto che la sede stradale e i marciapiedi siano posti sullo stesso livello, in modo tale da favorire uno stile di guida prudente da parte degli automobilisti.

## In Italia
La realizzazione dei woonerf incontra alcuni freni nella normativa italiana, che non li prevede esplicitamente, ma è possibile con segnaletica prevista dal codice della strada per le zone pedonali (con alcune deroghe di accesso, per es. ai residenti), per le zone 30 e nell'ambito più vasto delle ZTL.